# Darren Rafferty
Darren Rafferty (né le 1er juillet 2003) est un coureur cycliste irlandais.

## Palmarès sur route

### Par année
- 2020
  -  Champion d'Irlande du contre-la-montre juniors
- 2021
  -  Champion d'Irlande sur route juniors
  -  Champion d'Irlande du contre-la-montre juniors
  - Tour du Carmausin Ségala :
    - Classement général
    - 2e étape (contre-la-montre par équipes)

  - Ronde de Saône-et-Loire :
    - Classement général
    - 3e (contre-la-montre) et 4e étapes

  - Tour de la Vallée de la Trambouze
  - 2e (contre-la-montre) et 3e étapes du Tour Causses Aigoual Cévennes
  - Grand Prix de Plouay Juniors
  - 2e du Tour Causses Aigoual Cévennes
  - 2e du Chrono des Nations Juniors
  - 4e du championnat d'Europe du contre-la-montre juniors
- 2022
  -  Champion d'Irlande du contre-la-montre espoirs
  - Champion d'Irlande de la course de côte
  - Strade Bianche di Romagna[1],[2]
  - 2e du championnat d'Irlande sur route espoirs
  - 6e du championnat d'Europe du contre-la-montre espoirs
- 2023
  - Tour de la Vallée d'Aoste
  - 2e du Tour d'Italie espoirs
  - 5e du championnat du monde du contre-la-montre espoirs
- 2024
  -  Champion d'Irlande sur route
  - 6e du championnat du monde du contre-la-montre espoirs
- 2025
  - 3e du championnat d'Irlande du contre-la-montre

### Résultats sur les grands tours

#### Tour d'Italie
1 participation
- 2025 : 87e

#### Tour d'Espagne
1 participation
- 2024 : 75e

### Classements mondiaux
| Année                                 | 2022 | 2023 | 2024 |
| ------------------------------------- | ---- | ---- | ---- |
| Classement mondial                    | 526e | 464e | 285e |
| UCI Europe Tour                       | 416e | nc   | nc   |
|                                       |      |      |      |
| Légende : nc = non classéSource : UCI |      |      |      |

## Palmarès en cyclo-cross
- 2017-2018
  -  Champion d'Irlande de cyclo-cross U17
- 2018-2019
  -  Champion d'Irlande de cyclo-cross U17
- 2019-2020
  -  Champion d'Irlande de cyclo-cross juniors
- 2021-2022
  - Championnat d'Ulster de cyclo-cross
- 2022-2023
  - 3e du championnat d'Irlande de cyclo-cross